# Solenopsis nickersoni
Solenopsis nickersoni es una especie de hormiga del género Solenopsis, subfamilia Myrmicinae.

## Distribución
Esta especie se encuentra en los Estados Unidos.